# ایناپور، اتنی
ایناپور، اتنی (به انگلیسی: Ainapur, Athni) یک منطقهٔ مسکونی در هند است که در کارناتاکا واقع شده‌است.

## خصوصیات
ایناپور ۱۶٬۹۴۵ نفر جمعیت دارد.